# Nagy Jenő (kórusvezető)
Nagy Jenő (Segesvár, 1917. december 12. – Torda, 1981. április 9.) erdélyi magyar zenetanár, kórusvezető, zenei szakíró.

## Élete és munkássága
A kolozsvári Unitárius Kollégiumban érettségizett (1939), majd zenetanári oklevelet szerzett. Kozárváron kezdte tevékenységét. A II. világháborúból súlyos rokkantként, fél lábbal érkezett haza. Ádámoson tanított, majd Tordán zenetanár nyugdíjazásáig (1947-74).
Az országos hírű Tordai Dalárdát vezette. Almási Gyula szövegére bányászindulót szerzett (1948), Zsuzsika és A szófogadatlan medvebocs c. szerzeményeit saját szövegére írta. Zenei tárgyú cikkekkel szerepelt az Utunk, Művelődés, Falvak Dolgozó Népe, Új Élet hasábjain.